# 阿賀沢紅茶
阿賀沢 紅茶（あがさわ こうちゃ）は、日本の漫画家。大阪府出身。

## 略歴
- 2017年にデビュー作『氷の城壁』の連載を開始[2]。
- 2018年『氷の城壁』が『集英社少女マンガグランプリ powered by LINE マンガ インディーズ』で特別賞を受賞。
- 2020年からLINEマンガで『氷の城壁』の公式連載を開始[3]。
- 2022年に『少年ジャンプ+』（集英社）で『正反対な君と僕』の連載を開始[4]。
- 2023年、コラボカフェ「氷の城壁×THEキャラCAFÉ」を東京で開催[5]。
- 2024年3月、「正反対な君と僕 × animate stand」を開催[6]。8月から9月は、『正反対な君と僕』のポップアップストアが東京・愛知・福岡・大阪の4都市のタワーレコードで展開され、東京ではサイン会を開催[7]。また、8月から10月にかけてコラボカフェ第二弾となる「氷の城壁〜UPPI GOLD PARKへようこそ〜 in THEキャラCAFÉ」を大阪・東京の2都市で開催[8]。12月、スペインで開催された「マンガバルセロナ（スペイン語: Manga Barcelona）」で、サイン会とQ＆A会を行った[9]。
- 2025年3月から4月に『正反対な君と僕』の最終巻発売とアニメ化を記念し「正反対な僕と君展」を東京・大阪の2都市で開催[10][11]。
- 2026年1月から『正反対な君と僕』のアニメが放送開始予定[12]。
- 『氷の城壁』もアニメ化が決定している[13]。

## 人物・エピソード
- 2024年に『マンガのラジオ』に出演した際に吉田尚記からは「アーティスティックな方」「クリエイター系のお仕事をされてそう」と紹介されている[14]。
- 作業中によく聴く音楽ジャンルはJレゲエ、Jラップなど[15]。
- 『氷の城壁』は、2017年頃に趣味として描き始めたもの。会社員として働きながら空いた時間に創作していて[16]、「派手な設定や展開があるわけじゃないし、誰か少数の人に刺さったらラッキーくらいの気持ちで描いてました」と話している[17]。当初は単行本化の予定はなかったが、単行本を切望する読者の声が多かったため、2023年、連載時と同様にフルカラーで書籍化された[18]。
- 『正反対な君と僕』は関西コミティアに持ち込んだことがきっかけで連載開始となった[19]。『氷の城壁』と描いているものの根は同じであるが、心理描写は「キリキリするような部分はひかえめ」[17]。また、『ジャンプ+』の読者層に合わせ「大人がほっこり見られるような学生生活を描こう」と決めたという[20]。
- 好きな漫画家は矢沢あい[20]。『マーガレット』の中では山川あいじをあげていて河原和音原作の『友だちの話』が好きだと話している[21]。
- また、小学生時代に繰り返し読んでいた漫画として『赤ずきんチャチャ』『ジャングルはいつもハレのちグゥ』[17]、『魔法陣グルグル』をあげている[16][20][17]。『魔法陣グルグル』については「あの丸っこい絵の感じとか、いい雰囲気になったら変な妖精がちゃかす感じとか、自分の中に残っている気がします」[16]、「人間をデフォルメして描くときは頬が丸ければ丸いほどかわいいと思っている」と自身の絵柄への影響について話しているほか[20]、「恋愛でいい雰囲気のシーンになると、ギップルという妖怪が嫌な顔で登場して茶化してくるんですね。私も甘すぎるシーンは照れくさくなって、告白のシーンでうるさいトラックを突っ込ませたりしていて[22]。いいシーンを自分でぶち壊したくなっちゃうところとか、魂レベルで影響を受けている気がしますね（笑）」など、ストーリーがいい雰囲気になったらちゃかす感じなどが自分の中に残っている気がするとインタビューの中で述べている[16][20][17]。

## 作風
- キャラクターの心情に対する解像度の高さが挙げられる[23]。「悪人は全然出てこないのに、それぞれの人物が持つ価値観の違いや考え方のクセで、歩み寄ったり反発しあったりする」と担当編集が語るように[23]、作品の登場人物の心の中に実際に抱いた感情や、自身と違うタイプの人物を想像しながら感情を作り上げる手法をとっている[20]。それによって、「現実にありえる思考」を丁寧に描写し、誰かしらに共感されるような物語を構築[20]。
- 『氷の城壁』は思春期の葛藤と成長を描写し、複数のキャラクターの心情が行き違う群像劇として構成されている。『正反対な君と僕』はラブコメでありながら「恋の成就」ではなく「恋の成就のその先」や「個としての自立」内面の成長に重きが置かれており[20]、「“カースト下位にいる子が上位に上り詰める＝幸せになった”という描写は、物語の構造としてカーストの存在を肯定しているようで違和感がありました。そもそも上下をなくして、対等な関係を無理なく築いていく姿を描きたいです。恋愛的なキュン要素を抜きにしても、学生時代のくだらないわちゃわちゃ感を楽しんでもらえるといいなと思います」と話すように対等な関係性を重視している[24]。
- 絵柄はポップでかわいらしく[25]、テンポのよい会話やノリと心理描写の濃さが同居しており、読者がストレスなく読める明るいクオリティを意識している。小学生時代に『コロコロコミック』を読んでいたり、図書館などで『てんとう虫コミックス』に親しんでいたりしたことから、それらの中に見られるような漫符も好んでいるため作中にも使用されている[14][26]。

## 作品リスト
- 『氷の城壁』集英社〈ジャンプ コミックス〉全14巻（『LINEマンガ』2017年冬 - 2022年5月6日）
- 不憫なハーレム
- 『正反対な君と僕』集英社〈ジャンプ コミックス〉全8巻（『少年ジャンプ+』2022年5月2日 - 2024年11月25日）

## 出演
- アフター6ジャンクション2 「カルチャートーク：漫画家さん、いらっしゃーい！by 阿賀沢紅茶さん」（2022年7月、TBSラジオ）[27] [28]
- マンガのラジオ Vol.165 - 168（2024年8月、ニッポン放送 PODCAST STATION）[29][33]
- ジャンプラのラジオ 第14回・第15回（2025年1月、文化放送）[34]

## 受賞歴
2018年
- 第2回 集英社少女マンガグランプリ powered by LINE マンガ インディーズ 特別賞（『氷の城壁』）

2022年
- 次にくるマンガ大賞2022 Webマンガ部門 2位（『正反対な君と僕』）
- 第13回ananマンガ大賞 準大賞（『正反対な君と僕』）

コミックシーモア 年間ランキング2022 女性マンガ（女性コミック）部門 1位（『氷の城壁』）
2023年
- 第6回アニメ化してほしいマンガランキング 第2位（『氷の城壁』）
- マンガ大賞2023 3位（『正反対な君と僕』）
- このマンガがすごい！2023 オトコ編 第9位（『正反対な君と僕』）
- 第7回みんなが選ぶTSUTAYAコミック大賞 6位（『正反対な君と僕』）
- 第1回ヴィレまんグランプリ 4位（『正反対な君と僕』）

2024年
- みんなが選ぶ!!電子コミック大賞2024 男性部門（『正反対な君と僕』）
- マンガ大賞2024 7位（『正反対な君と僕』）

2025年
- タテ読みマンガアワード 2024 完結済み部門第1位（『氷の城壁』）
- マガデミー賞 作品賞（『正反対な君と僕』）